# Banalités (Poulenc)
Pour les articles homonymes, voir Banalité.
Banalités (FP 107) est un cycle de cinq mélodies pour voix et piano, composées par Francis Poulenc en 1940 sur des poèmes de Guillaume Apollinaire (1880-1918).

## Histoire de l'œuvre
Composées en 1940, les mélodies sont créées à la salle Gaveau, le 14 décembre 1940, par Pierre Bernac (baryton) et le compositeur (piano).

## Titres
1. Chanson d’Orkenise
2. Hôtel
3. Fagnes de Wallonie
4. Voyage à Paris
5. Sanglots

## Source des poèmes
« Chanson d'Orkenise », « Fagnes de Wallonie » et « Sanglots » proviennent du recueil Il y a (1925).
« Hôtel », écrit en 1913, a été publié dans le recueil posthume Le Guetteur mélancolique (1952).
« Voyage à Paris » a été publié dans les Poèmes retrouvés des Œuvres poétiques d'Apollinaire en 1956.

## Dédicataires
« Chanson d'Orkenise » est dédié à Claude Rostand, « Hôtel » à Marthe Bosredon, « Fagnes de Wallonie » à Mme Henri Frédéricq, « Voyage à Paris » à Paul Éluard, et « Sanglots » à Suzette [Chanlaire] (belle-sœur de Richard Chanlaire).

## Discographie
- Pierre Bernac (baryton) et Francis Poulenc (piano) en 1950 (Naxos).
- 1 et 2 : Régine Crespin (soprano) et John Wustman (piano) en 1967 (Decca).
- Nathalie Stutzmann (contralto) et Inger Södergren (piano) (RCA).
- Michel Piquemal (baryton) et Christine Lajarrige (piano) (Naxos).
- Véronique Gens (soprano) et Roger Vignoles (piano) (Erato).

## Citation
- Une chanson du groupe Pink Martini, « Sympathique (je ne veux pas travailler) », s'inspire du poème « Hôtel » d'Apollinaire et de sa mise en musique par Poulenc.